# Arquidiócesis de Catania
La arquidiócesis de Catania (en latín: Archidioecesis Catanensis y en italiano: Arcidiocesi di Catania) es una circunscripción eclesiástica de la Iglesia católica en Italia. Se trata de una arquidiócesis latina, sede metropolitana de la provincia eclesiástica de Catania. Desde el 8 de enero de 2022 su arzobispo es Luigi Renna.

## Territorio y organización

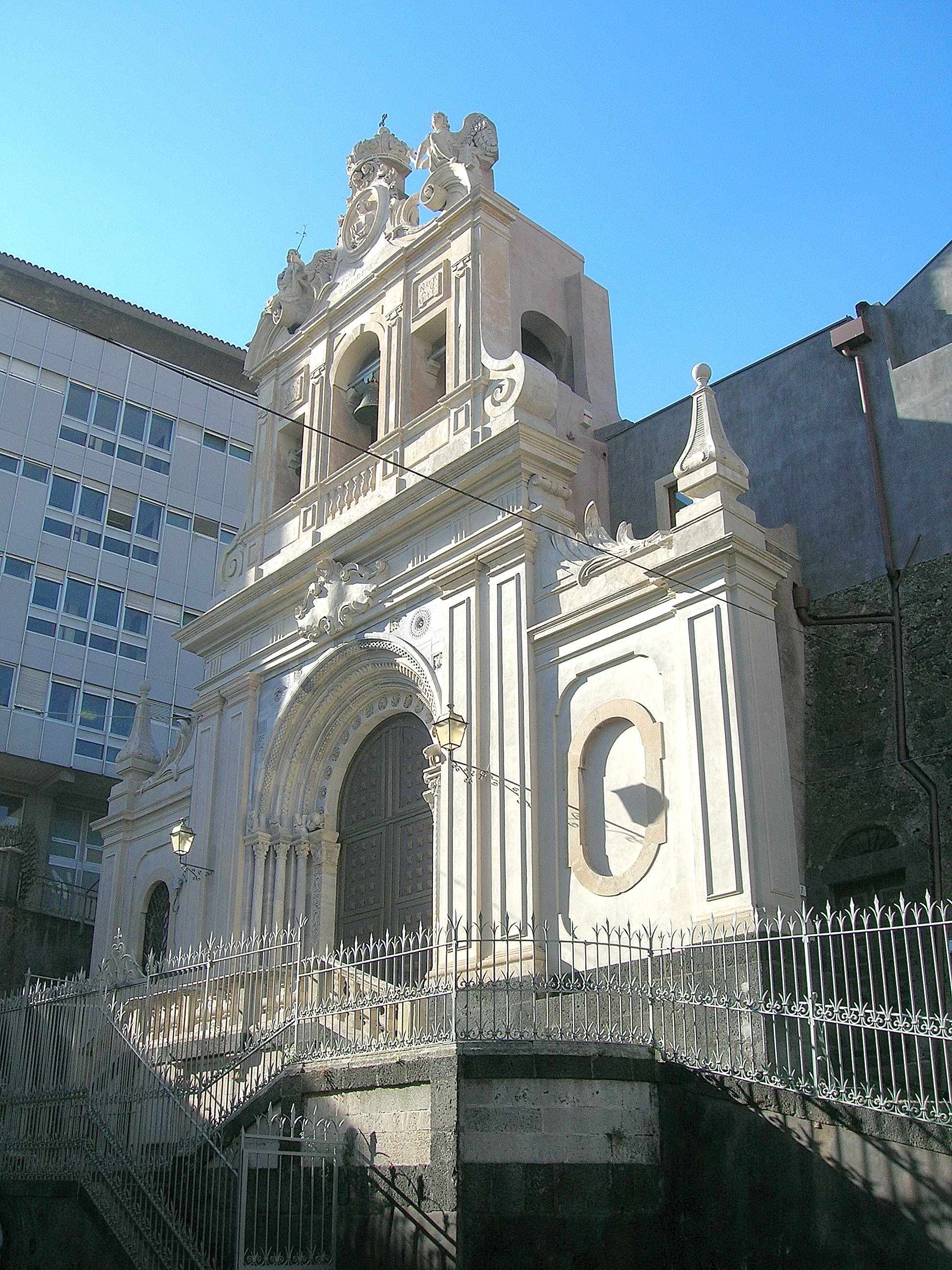
Basílica colegiata de Santa María de la Limosna, en Catania

La arquidiócesis tiene 1333 km² y extiende su jurisdicción sobre los fieles católicos de rito latino residentes en parte de la región de Sicilia, comprendiendo el 25 comunas de la ciudad metropolitana de Catania: Adrano, Belpasso, Biancavilla, Bronte, Camporotondo, Catania, Gravina di Catania, Maletto, Maniace, Mascalucia, Misterbianco, Motta Sant'Anastasia, Nicolosi, Paternò, Pedara, Ragalna, San Giovanni La Punta, San Gregorio di Catania, San Pietro Clarenza, Sant'Agata li Battiati, Santa Maria di Licodia, Trecastagni, Tremestieri Etneo, Viagrande, Zafferana Etnea y Santa Venerina (limitada al barrio de Bongiardo).

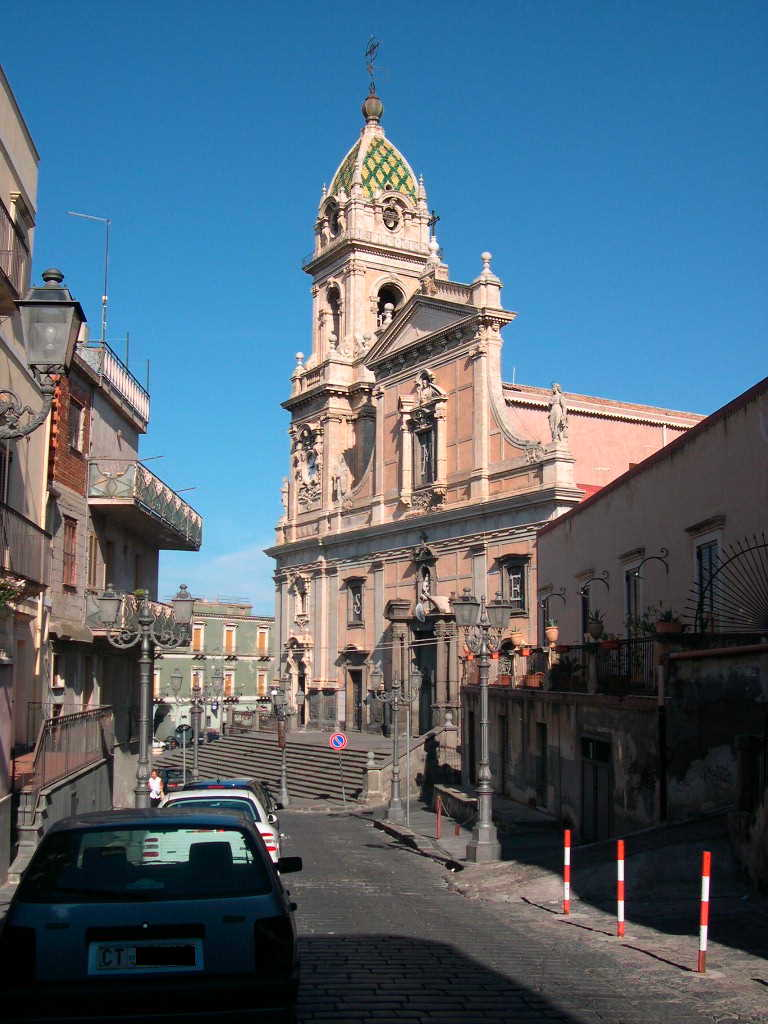
Basílica de la Inmaculada Concepción, en Biancavilla

La sede de la arquidiócesis se encuentra en la ciudad de Catania, en donde se halla la Catedral de Santa Águeda. Entre los santuarios diocesanos de mayor relieve, por su historia y devoción, se encuentran el de Santa Águeda al Carcere, en Catania; y los santuarios marianos de basílica colegiata de Santa María de la Limosna, en Biancavilla; de la Madonna de la Sciara in Mompileri, en Mascalucia, y el de la Madonna de Ognina, en Catania; y el de los Santos Alfio, Filadelfo y Cirino, en Trecastagni (uno de los centros de peregrinación más importantes de la arquidiócesis).

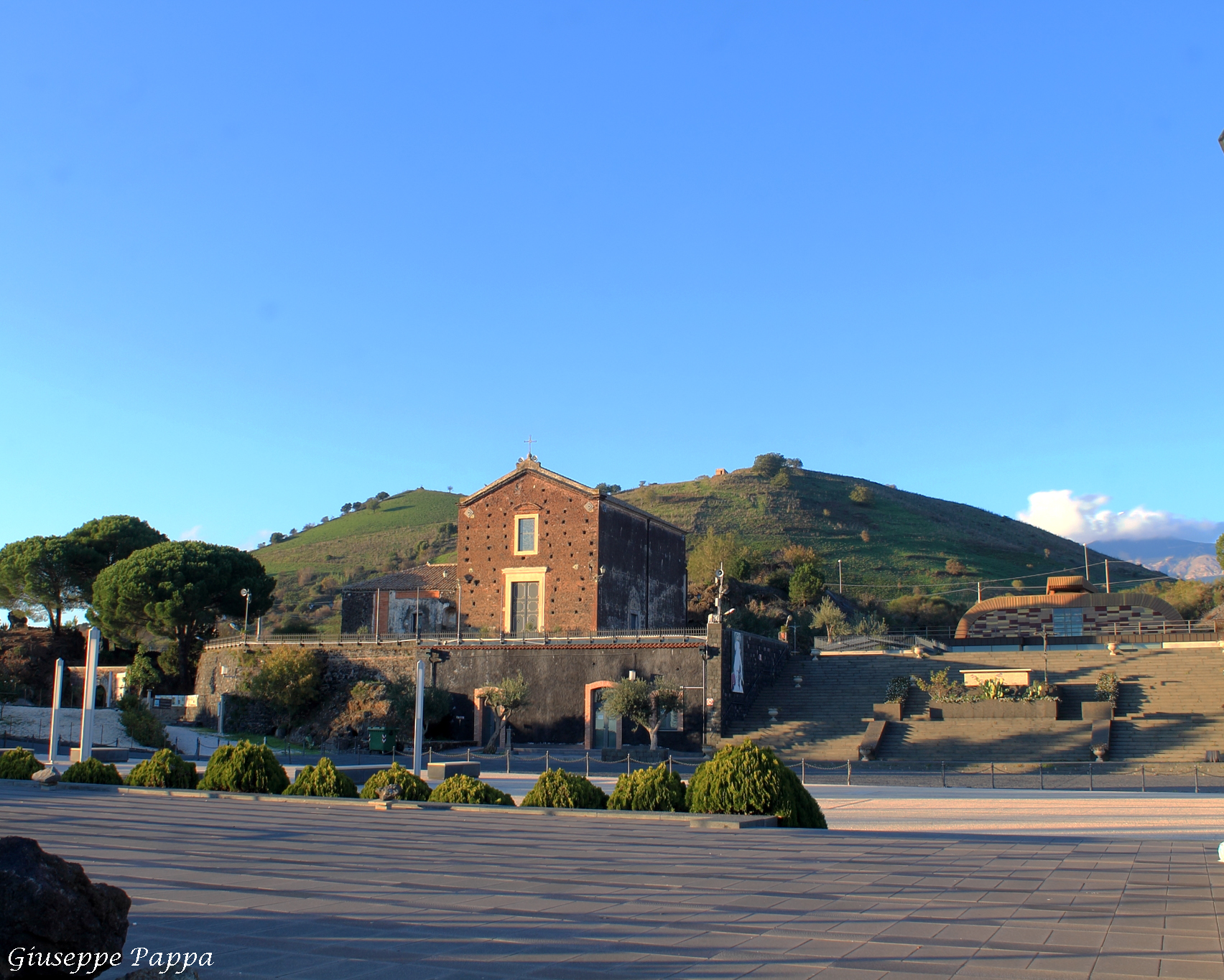
Santuario de la Madonna de la Sciara in Mompileri, en Mascalucia

En 2023 en la arquidiócesis existían 157 parroquias.

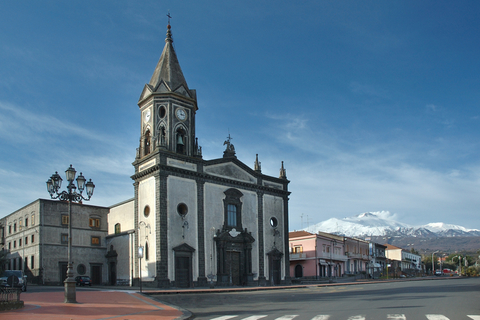
Santuario de los Santos Mártires Alfio, Filadelfo y Cirino, en Trecastagni

La arquidiócesis tiene como sufragáneas a las diócesis de Acireale y Caltagirone.

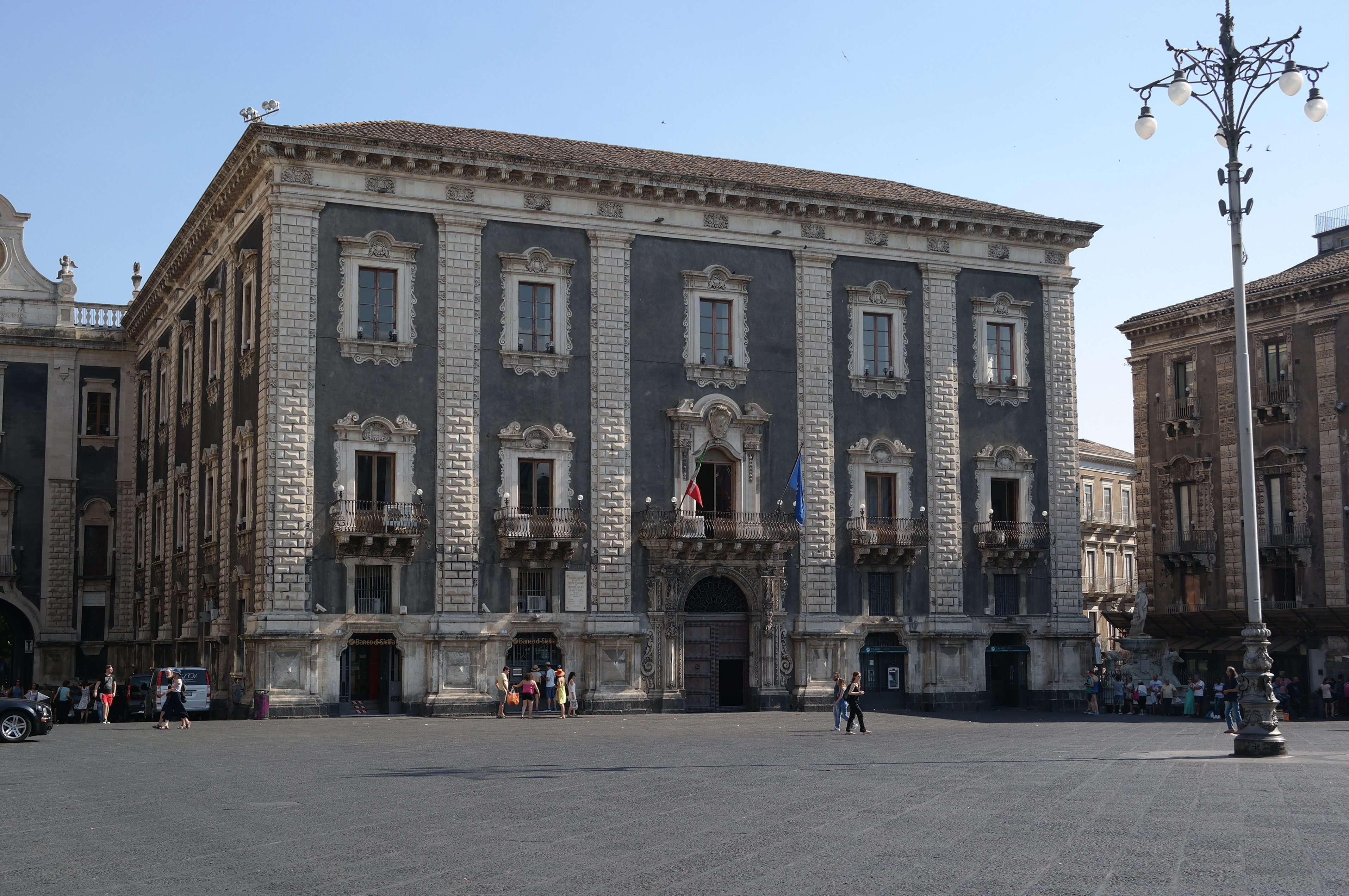
Palacio del Seminario de los Clérigos, sede del museo diocesano

## Historia
El nacimiento de la Ecclesia Catanensis es objeto de debate: la tradición, de la que hay los primeros testimonios durante la dominación bizantina, quiere que la diócesis haya sido erigida en el siglo I por san Berillo, originario de Antioquía, enviado expresamente por el apóstol Pedro para evangelizar la ciudad en el año 42. Aunque dado el estado actual de la investigación histórica y arqueológica, es posible atestiguar la presencia de una comunidad cristiana en Catania sólo a partir del siglo III. Hacia mediados de siglo, durante la persecución del emperador Decio, está atestiguado el martirio de santa Águeda, patrona de la ciudad; y a principios del siglo IV, durante la persecución de Diocleciano, el martirio de san Euplio, diácono, cuyo ministerio demuestra la presencia de una jerarquía establecida.
La historiografía reciente ha aclarado la falta de evidencia historiográfica que sustente una erección en el siglo I, sin embargo, nada lleva a excluir completamente la historicidad de la figura de Berillo, en un período por otra parte diferente del atestiguado por la tradición, es decir, en una época incierta entre los siglos III y IV.
Los primeros obispos históricamente documentados pertenecen al siglo VI. El primero de ellos es Fortunato, quien fue enviado en 515 por el papa Hormisdas a Constantinopla, junto a Enodio de Pavía, como legados papales en la tentativa de recomponer el cisma acaciano. Elpidio y Leone son mencionados en las epístolas de los papas Pelagio I (556-561) y Gregorio Magno (590-604), respectivamente. Otros obispos cataneses tomaron parte en los concilios ecuménicos del primer milenio (Teodoro en el de Nicea en 787 y Eutimio en el de Constantinopla de 869-870). Otros en cambio de Catania participaron en los sínodos convocados en Roma por los papas (Giorgio en 679 y Giuliano en 680). De un gran número de obispos cataneses ha sido descubierto el sello episcopal, que datan entre los siglos siglo VI y siglo IX, entre estos: Magno, Giovanni, Costantino I, Costantino II y Antonio.
Como atestiguan las cartas de los papas del siglo VI, hasta principios del siglo VII Sicilia no tenía sedes metropolitanas y, aunque políticamente sujeta al Imperio bizantino, dependía desde el punto de vista eclesiástico del patriarcado de Roma: de hecho todas las diócesis sicilianas eran sufragáneas de la diócesis de Roma. Sólo en la primera mitad del siglo VIII, a raíz de la polémica iconoclasta, Sicilia fue apartada de la jurisdicción de Roma por el emperador León III Isáurico y sometida al patriarcado de Constantinopla (circa 732). En este contexto Catania asumió un papel prestigioso, hasta el punto de ser elevada a sede metropolitana, sin sufragáneas, como atestiguan los sellos de los metropolitanos Costantino II y Antonio y la Notitia Episcopatuum redactada en tiempos del emperador León VI y datable a principios del siglo X. El primer metropolitano fue quizás Eutimio y «un reflejo del ascenso del prestigio de la sede de Catania en la capital del Imperio es ciertamente el culto a santa Águeda, en cuyo honor se erigió una iglesia en Constantinopla».
En 827 los árabes desembarcaron en Marsala y en pocas décadas conquistaron toda la isla; la caída de Taormina en 902 llevó poco después a la conquista de Catania. Durante la ocupación árabe de Sicilia pocas son las informaciones sobre la vida de las comunidades cristianas y de las estructuras eclesiásticas. Sin embargo, el metropolitano de Catania, Leone, estuvo presente en el Sínodo Constantinopolitano de febrero de 997.
Los normandos conquistaron Sicilia a inicios del siglo XI y procedieron progresivamente a la restauración de las circunscripciones eclesiásticas de la isla. Catania fue reconquistada en 1071 y, tras el encuentro de Troina entre Roger y el papa Urbano II (1088), el rey normando fundó la abadía benedictina de Santa Águeda en 1091. Al año siguiente, mediante bula fechada en Anagni el 9 de marzo, Urbano II restableció la diócesis de Catania, nombrando al mismo tiempo a Ansgerio, abad de Santa Águeda, como su primer obispo. Roger I dotó la iglesia catanese de muchos bienes y privilegios y invistió al obispo de las prerrogativas feudales, con amplios poderes sobre la ciudad, el territorio circunstante y el mar, con derecho a ejercer justicia; muchos de estos derechos fueron abolidos por Federico II en el siglo XIII. La nueva catedral, edificada al lado de la abadía de Santa Águeda, fue inaugurada en 1094. 
El 17 de agosto de 1126, según la tradición, se produjeron el retorno de las reliquias de santa Águeda, que en 1040 el general bizantino Giorgio Maniaces había conseguido trasladándolas a Constantinopla. El 4 de febrero de 1183 el papa Lucio III asignó Catania a la provincia eclesiástica de la arquidiócesis de Monreale, decisión confirmada por el papa Clemente III el 29 de octubre de 1188.
«Dos instituciones eclesiásticas marcaron la vida de la diócesis durante varios siglos». El primero se refiere al capítulo de canónigos de la catedral, que, desde la fundación de la diócesis, estaba formado por monjes benedictinos procedentes de la cercana abadía de Santa Águeda. El clero secular, viéndose desposeído de los cargos vinculados al capítulo, obtuvo del papa Eugenio IV en 1446 la erección de un segundo capítulo comunal, en la iglesia de Santa María de la Limosna. Los conflictos entre los dos capítulos no fueron raros, hasta que el obispo Nicola Maria Caracciolo consiguió la supresión del capítulo monástico, que fue secularizado por el papa Pío V en 1568. La segunda institución constituye una peculiaridad de la diócesis de Catania. De hecho, desde su fundación, toda la diócesis estaba formada por una única parroquia con sede en la catedral, y el obispo era el único párroco. Todos los sacerdotes con cura de almas eran considerados vicarios parroquiales, con poder de administrar los sacramentos. Este unicum logró superar incluso la ola reformista del Concilio de Trento y continuar hasta el siglo XX. Las primeras parroquias fueron erigidas canónicamente recién en 1919 en las localidades de la diócesis y en 1944 en la ciudad de Catania. Esta situación, sin embargo, benefició a la arquidiócesis, que logró salvarse de la confiscación de los bienes de la mensa arzobispal prevista por las leyes subversivas de 1867, demostrando que el arzobispo era de hecho el único párroco y que, por tanto, los bienes estaban anexados al cuidado de las almas.
Los acontecimientos naturales han afectado profundamente la vida de la arquidiócesis. El terremoto de 1169, que provocó la muerte de 15 000 personas, mató también al obispo Giovanni Aiello y a decenas de monjes, que se encontraban en el interior de la catedral para la celebración de las vísperas. Las erupciones del Etna destruyeron periódicamente muchas propiedades eclesiásticas, y en algunos casos incluso la ciudad episcopal con el flujo de lava que llegó al mar (en 1381 y 1669). Después del terremoto de 1693, toda la ciudad fue reconstruida con una importante ayuda por parte del obispo Andrea Riggio y de todo el clero.
En la segunda mitad del siglo XVI, obispos celosos trabajaron para implementar los decretos del Concilio de Trento. El obispo Caracciolo convocó el primer sínodo diocesano en 1565. En 1622 y 1668 se convocaron otros sínodos reformistas. En 1572 el obispo Antonio Faraone fundó en Catania el primer seminario siciliano. En el siglo siglo XVIII el obispo Salvatore Ventimiglia publicó un catecismo en idioma siciliano que se utilizó hasta la llegada del papa Pío X; e instaló una imprenta en el seminario donde se imprimió el Nuevo Testamento en griego y varias obras de clásicos latinos y griegos.
En la primera mitad del siglo XIX el territorio de la diócesis, que había quedado intacto desde los tiempos normandos, fue desmembrado en favor de la erección de:
- la diócesis de Caltagirone el 12 de septiembre de 1816 mediante la bula Romanus Pontifex del papa Pío VII;[12]
- la diócesis de Nicosia el 17 de marzo de 1817 mediante la bula Superaddita diei del papa Pío VII;[13]
- la diócesis de Piazza Armerina el 3 de julio de 1817 mediante la bula Pervetustam locorum del papa Pío VII;[14]
- la diócesis de Acireale el 27 de junio de 1844 mediante la bula Quodcumque ad catholicae religionis incrementum del papa Gregorio XVI.[15]

Además, otros cambios territoriales realizados en 1844 llevaron a la transferencia de cinco comunas a las diócesis de Caltagirone y Nicosia, y a la adquisición de las comunas de Bronte y Maletto por la misma diócesis de Nicosia. En compensación por la pérdida de sus muchos territorios, el 4 de septiembre de 1859 el papa Pío IX elevó Catania al rango de arquidiócesis inmediatamente sujeta a la Santa Sede, concediendo a los arzobispos el privilegio del palio, revocado por el papa Pablo VI en 1978.
En 1861, tras la muerte de Felice Regano la arquidiócesis de Catania estuvo vacante durante mucho tiempo, también a causa de los intentos del gobierno liberal de intervenir en el nombramiento de obispos, que estaba sujeto al exequatur y a la pretensión de apropiarse del patronato real de los monarcas anteriores, es decir, de gozar del derecho de presentación de obispos. En 1865 el gobierno propuso en conversaciones informales promover a la sede de Catania a Ludovico Ideo, obispo de Lípari, considerado "sinceramente devoto del gobierno". Posteriormente el gobierno propuso el traslado de Giulio Arrigoni, arzobispo de Lucca, lo que la Santa Sede rechazó porque en el pasado los obispos no sicilianos habían recibido poca acogida en la isla. Finalmente el gobierno manifestó su consentimiento al nombramiento de Giuseppe Benedetto Dusmet (1867-1894), último abad-obispo de Catania, beatificado por el papa Juan Pablo II en 1988. Su sucesor, Giuseppe Francica Nava (1895-1928), dio a la pastoral de la diócesis una impronta más marcadamente social.
El territorio del condado de Mascali, posesión de la mensa episcopal de Catania tras una donación de Roger II de Sicilia en 1124, gracias a una serie de privilegios concedidos a partir de 1540 por el emperador Carlos V, entre los que figura la concesión del mero et mixto imperio, todos los sucesores del obispo Caracciolo asumieron el título de Comes Maschalarum. Los obispos de Catania hasta el Concilio Vaticano II ostentaban el título de conde.
Del 6 al 16 de septiembre de 1959 Catania acogió el XVI Congreso Eucarístico Nacional Italiano, en el que asistió como legado papal el cardenal Marcello Mimmi.
En noviembre de 1994 la arquidiócesis recibió la visita pastoral del papa Juan Pablo II.
El 2 de diciembre de 2000 la arquidiócesis fue elevada al rango de sede metropolitana, con dos diócesis sufragáneas: Acireale y Caltagirone.

## Estadísticas
Según el Anuario Pontificio 2022 la arquidiócesis tenía a fines de 2023 un total de 715 900 fieles bautizados.
| Año                                                                             | Población            | Población | Población      | Sacerdotes | Sacerdotes    | Sacerdotes    | Bautizados por sacerdote | Diáconos permanentes | Religiosos | Religiosos | Parroquias |
| Año                                                                             | Bautizados católicos | Total     | % de católicos | Total      | Clero secular | Clero regular | Bautizados por sacerdote | Diáconos permanentes | Varones    | Mujeres    | Parroquias |
| ------------------------------------------------------------------------------- | -------------------- | --------- | -------------- | ---------- | ------------- | ------------- | ------------------------ | -------------------- | ---------- | ---------- | ---------- |
| 1949                                                                            | 445 000              | 450 000   | 98.9           | 493        | 311           | 182           | 902                      |                      | 303        | 911        | 83         |
| 1959                                                                            | 547 000              | 555 100   | 98.5           | 512        | 300           | 212           | 1068                     |                      | 433        | 1311       | 111        |
| 1969                                                                            | ?                    | 625 379   | ?              | 542        | 309           | 233           | ?                        |                      | 444        | 1342       | 123        |
| 1980                                                                            | 668 803              | 672 953   | 99.4           | 527        | 275           | 252           | 1269                     |                      | 335        | 1172       | 143        |
| 1990                                                                            | 700 000              | 725 370   | 96.5           | 481        | 249           | 232           | 1455                     |                      | 295        | 1021       | 148        |
| 1999                                                                            | 695 000              | 720 198   | 96.5           | 463        | 259           | 204           | 1501                     | 19                   | 243        | 838        | 152        |
| 2000                                                                            | 716 000              | 731 056   | 97.9           | 415        | 264           | 151           | 1725                     | 20                   | 184        | 573        | 152        |
| 2001                                                                            | 716 000              | 731 056   | 97.9           | 418        | 267           | 151           | 1712                     | 20                   | 184        | 573        | 152        |
| 2002                                                                            | 695 000              | 709 682   | 97.9           | 456        | 273           | 183           | 1524                     | 32                   | 215        | 631        | 152        |
| 2003                                                                            | 695 000              | 703 946   | 98.7           | 450        | 274           | 176           | 1544                     | 34                   | 223        | 658        | 153        |
| 2004                                                                            | 724 332              | 733 656   | 98.7           | 425        | 266           | 159           | 1704                     | 35                   | 202        | 709        | 154        |
| 2006                                                                            | 724 886              | 734 218   | 98.7           | 400        | 259           | 141           | 1812                     | 34                   | 176        | 991        | 155        |
| 2013                                                                            | 737 000              | 746 999   | 98.7           | 336        | 237           | 99            | 2193                     | 41                   | 109        | 379        | 157        |
| 2016                                                                            | 736 700              | 746 549   | 98.7           | 346        | 228           | 118           | 2129                     | 55                   | 134        | 358        | 157        |
| 2019                                                                            | 742 400              | 748 736   | 99.2           | 366        | 234           | 132           | 2028                     | 62                   | 143        | 249        | 157        |
| 2021                                                                            | 726 000              | 732 140   | 99.2           | 355        | 223           | 132           | 2045                     | 64                   | 141        | 114        | 157        |
| 2023                                                                            | 715 900              | 721 900   | 99.2           | 319        | 218           | 101           | 2244                     | 66                   | 107        | 245        | 157        |
| Fuente: Catholic-Hierarchy, que a su vez toma los datos del Anuario Pontificio. |                      |           |                |            |               |               |                          |                      |            |            |            |

### Vida consagrada
En el territorio arquidiocesano catanés se encuentran los siguientes institutos y sociedades masculinos: Orden de san Benito (Congregación casinese), Orden de Nuestra Señora del Monte Carmelo (carmelitas), Orden de los Carmelitas Descalzos, Orden de Predicadores (dominicos), Orden de los Hermanos Menores (franciscanos observantes), Orden de los Hermanos Menores Conventuales (franciscanos conventuales), Orden de los Hermanos Menores Capuchinos (capuchinos), Hermanos de las Escuelas Cristianas (hermanos de La Salle), Compañía de Jesús (jesuitas), Sociedad de San Pablo (paulinos), Congregación de la Pasión (pasionistas), Pequeña Misión para los Sordomudos, Pequeña Obra de la Divina Providencia (orionistas), Pontificio Instituto Misiones Extranjeras (misioneros del Pime), Sociedad de San Francisco de Sales (salesianos), Congregación de los Sagrados Estigmas (estigmatinos) y Congregación de la Misión (paúles).
Trabajan también en la arquidiócesis los siguientes institutos y sociedades femeninos: Siervas Misioneras de Cristo Rey, Siervas Reparadoras del Sagrado Corazón de Jesús, Benedictinas de la Adoración Perpetua del Santísimo Sacramento, Betlemitas Hijas del Sagrado Corazón, Monjas de la Orden de Nuestra Señora del Monte Carmelo (carmelitas), Orden de las Carmelitas descalzas y Orden de las hermanas pobres de Santa Clara (clarisas).

## Episcopologio
- San Berillo †[nota 7][22]
- San Attalo?[23]
- San Severo (o Everio)? †[24]
- San Serapione † (siglo IV)[nota 8]
- San Severino? †[24][nota 9]
- Fortunato † (mencionado en 515)
- Elpidio I † (559-?)
- Elpidio II? †[nota 10]

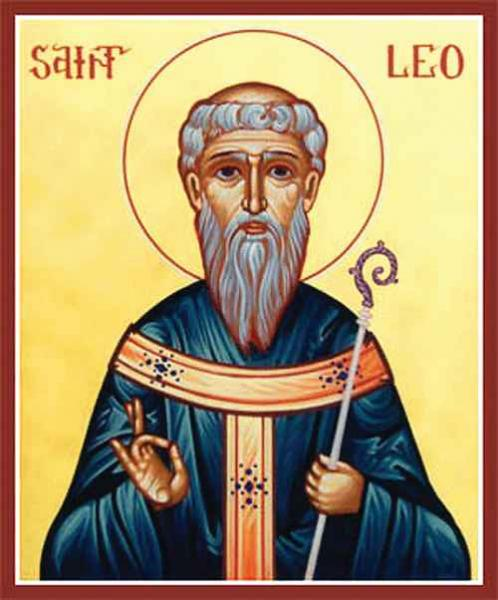
León II (709-785) gobernó la diócesis de Catania de 765 a 785. Hoy es venerado como santo por todas las iglesias cristianas que admiten el culto de los santos

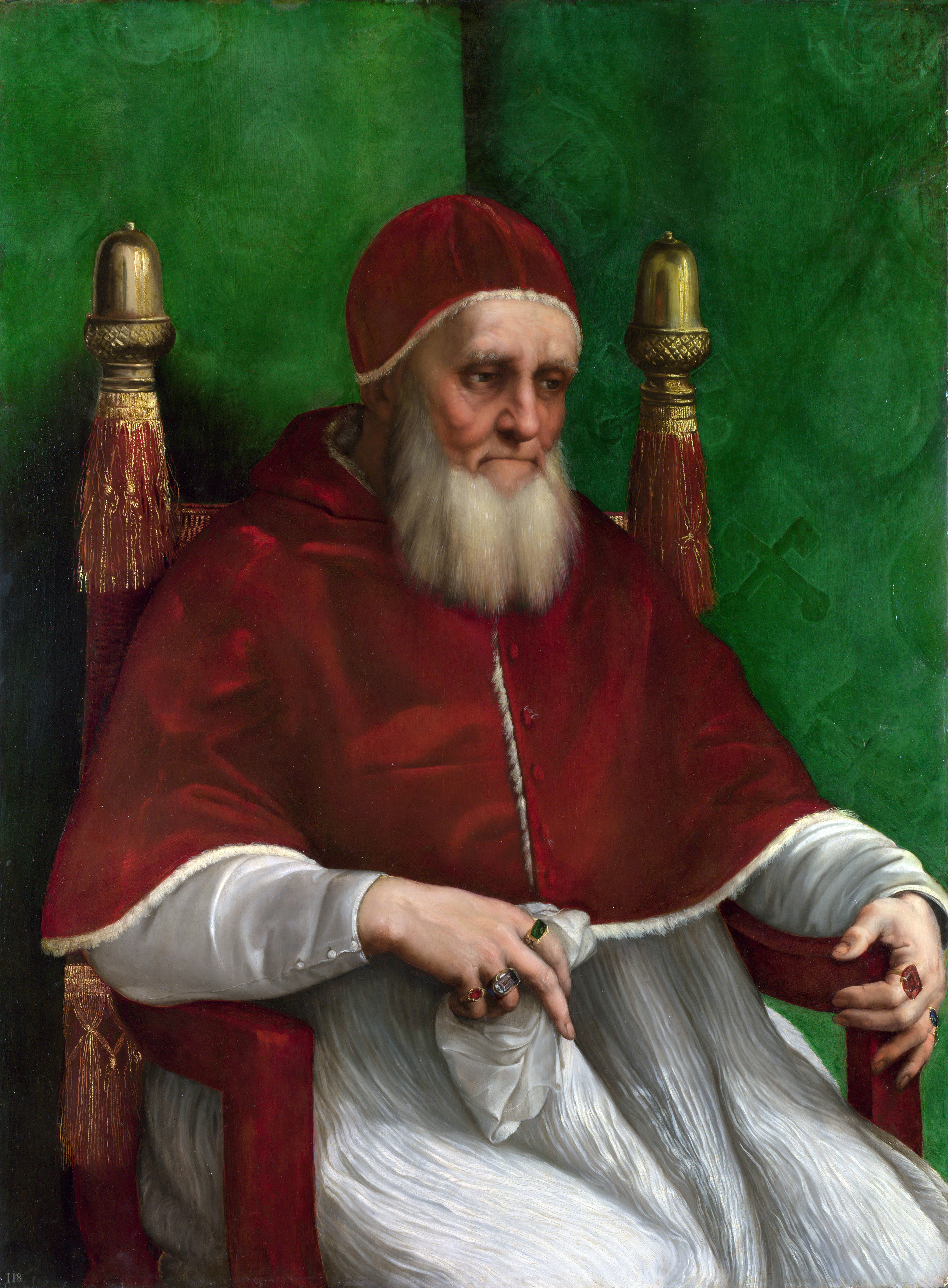
Giuliano della Rovere, quien más tarde fuera elegido papa de la Iglesia católica, con el nombre de Julio II, ocupó la sede catanese por poco más de un año (1473-1474)

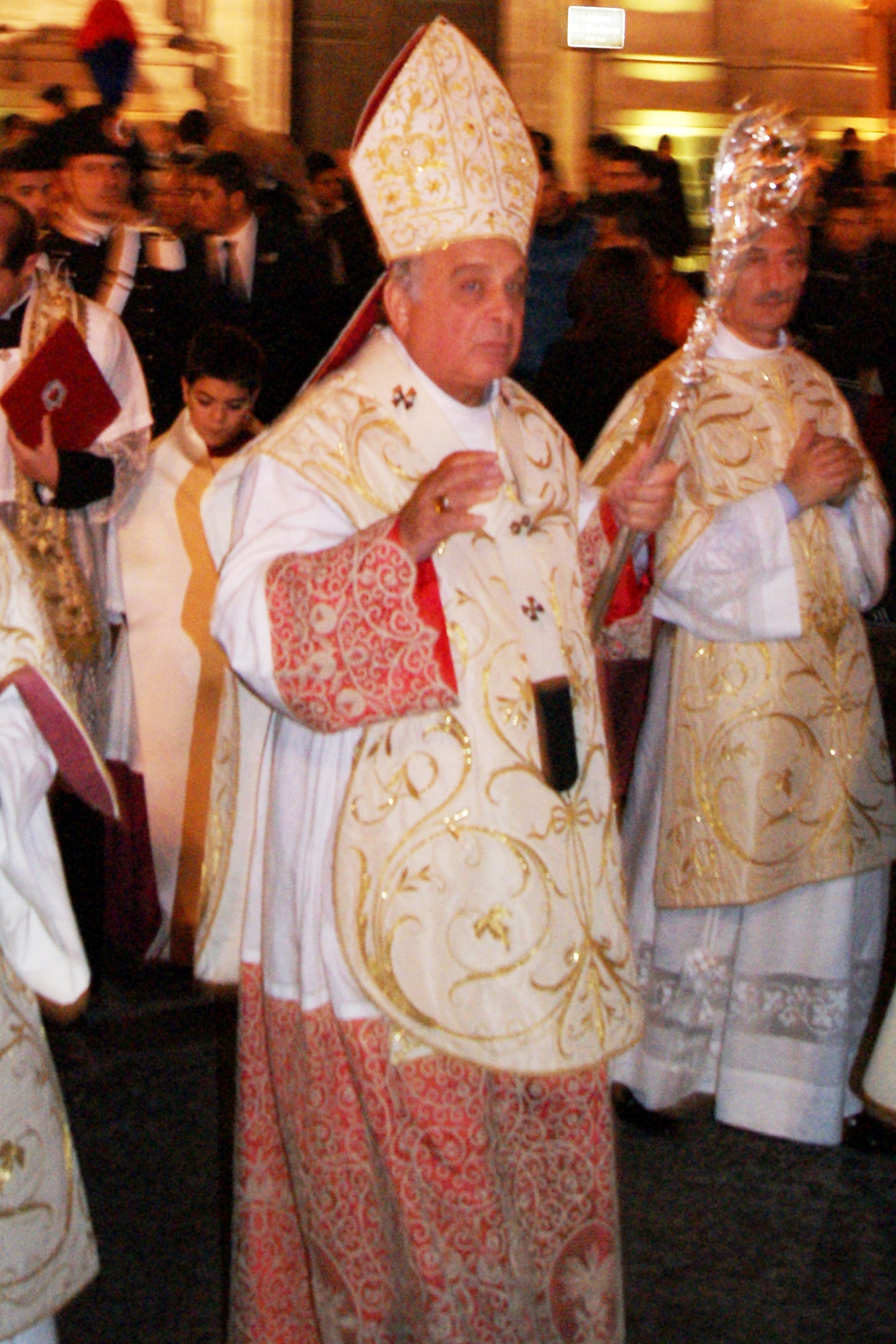
Salvatore Gristina, desde 2002, es quien actualmente ocupa la sede de Catania

- Leone I † (antes del 591-después de 604)
- Iovino? †[nota 11]
- Magno † (siglo VI-siglo VII)[25]
- Giovanni † (siglo VII)[25][nota 12]
- Costantino I † (segunda mitad del siglo VII)[25]
- Giorgio † (mencionado en 679)
- Giuliano † (mencionado en 680)
- San Giacomo[nota 13]? †[nota 14]
- San Sabino? †[nota 15]
- San Leone II[nota 16] †[nota 17]
- Teodoro † (mencionado en 787)
- San Severo † (802-814)[nota 18]
- Eutimio † (mencionado en 869/870)
- Teodoro II † (siglo IX)[nota 19]
- Costantino II † (siglo IX)[25]
- Antonio † (siglo IX)[25]
- Leone III † (mencionado en 997)
- Angerio, O.S.B. † (9 de marzo de 1092-1124)
- Maurizio, O.S.B. † (1125-1131)
  - Giovanni † (1141-1145) (obispo electo)
- Iveno † (1145-1155)[26]
  - Bernardo † (1156-1162) (obispo electo)
  - Guglielmo di Blois † (1167) (obispo electo)
- Giovanni d'Aiello † (1167-febrero de 1169 falleció)
  - Roberto, O.S.B. † (febrero de 1170-después de noviembre de 1179) (obispo electo)[nota 20]
- Anonimo † (mencionado el 4 de febrero de 1183)[nota 21]
- Simone, O.S.B. † (antes de abril de 1189-después de septiembre de 1191)
- Leone IV † (mencionado en 1194)
- Ruggero Orbus, O.S.B. † (antes de abril de 1195-después de agosto de 1206 falleció)
- Gualtiero di Pagliara † (19 de diciembre de 1207-después de noviembre de 1229 falleció)
- Heinrich von Bilversheim † (1231-después de mayo de 1232 renunció)[nota 22]
  - Oddo Capocci † (antes del 7 de diciembre de 1254-después del 4 de julio de 1256 renunció) (obispo electo)[nota 23]
  - Sede vacante (ca. 1232-1257)
- Angelo de Abrusca † (1257-1272)[27][28]
- Angelo Boccamazza † (antes del 7 de julio de 1257-después del 31 de marzo de 1289)[nota 24]
- Gentile Stefaneschi Orsini, O.P. † (1296-1303 falleció)[29]
- Leonardo Fieschi † (10 de enero de 1304-21 de marzo de 1331 falleció)[nota 25]
  - Angelo Saccano † (electo por el capítulo) (1331-1332)[nota 26]
- Nicola de Ceccano † (13 de marzo de 1332-1337 falleció) [nota 27][30]
- Nicola de Grelis, O.S.B. † (24 de noviembre de 1339-1342 falleció)
  - Geraldo Oddone, O.F.M. † (27 de noviembre de 1342-1348 falleció) (administrador apostólico)[31][nota 28]
- Juan de Luna † (30 de mayo de 1348-después de enero de 1355 falleció)[32]
- Marziale, O.S.B. † (4 de diciembre de 1355-1375 falleció)
- Elia di Vaudron † (14 de mayo de 1376-1378 depuesto)[33]
- Simone del Pozzo, O.P. † (16 de diciembre de 1378-circa 1398 falleció)
  - Elia di Vaudron † (1378-1388 falleció) (antiobispo)
  - Pietro d'Alagona, O.F.M. † (5 de agosto de 1388-1396) (antiobispo)
  - Pedro Serra † (1396-1397 renunció) (antiobispo)
- Roberto † (circa 1398-circa 1408)[26]
- Mauro Calì, O.F.M. † (1408-1411 depuesto)
  - Andrea de Pace † (1409-1411) (antiobispo)
  - Tommaso de Asmari, O.S.B. † (5 de febrero de 1411-1415) (antiobispo)
  - Mauro Calì, O.F.M. † (1416-1418) (antiobispo)
- Giovanni de Podionucis (Jean de Puinoix), O.P. † (28 de febrero de 1418-1431 falleció)
- Giovanni Pesce, O.F.M. † (21 de noviembre de 1431-3 de febrero de 1447 nombrado obispo titular de Filipópolis)
- Giovanni de Primis, O.S.B. † (3 de febrero de 1447-21 de enero de 1449 falleció)
- Arias d'Avalos † (14 de febrero de 1449-1450 falleció)
- Guglielmo Bellomo † (2 de octubre de 1450-1472 falleció)[34]
  - Giacomo Paternò † (electo por el capítulo)[35]
- Giuliano della Rovere † (13 de enero de 1473-23 de mayo de 1474 nombrado arzobispo de Aviñón, luego electo papa con el nombre de Julio II)
  - Francesco Campolo † (1474-1475 falleció) (obispo electo)
- Giovanni Gatto † (18 de agosto de 1475-8 de febrero de 1479 nombrado obispo de Cefalú)
- Bernardo Margarit † (8 de febrero de 1479-1486 falleció)
- Alfonso Carillo de Albornoz † (8 de noviembre de 1486-27 de junio de 1496 nombrado obispo de Ávila)[nota 29]
- Giovanni Daza (de Hach, de Aza) † (27 de junio de 1496-14 de febrero de 1498 nombrado obispo de Oviedo)
- Francisco Desprats (de Prades) † (14 de febrero de 1498-9 de febrero de 1500 nombrado obispo de Astorga)[nota 30]
- Diego Ramírez de Guzmán † (26 de junio de 1500-23 de octubre de 1508 falleció)
- Jaime de Conchillos, O. de M. † (25 de febrero de 1509-1 de octubre de 1512 nombrado obispo de Lérida)
- Gaspar Ponz (Pau) † (4 de abril de 1513-14 de octubre de 1520 falleció)
  - Matteo Schiner † (1 de noviembre de 1520-30 de septiembre de 1522 falleció) (administrador apostólico)[36]
  - Tommaso Guerrera (electo por el capítulo)[nota 31]
  - Pompeo Colonna † (27 de febrero de 1523-18 de enero de 1524 renunció) (administrador apostólico)[36]
- Marino Ascanio Caracciolo † (18 de enero de 1524-24 de julio de 1524 renunció)
- Scipione Caracciolo † (24 de julio de 1524-28 de octubre de 1529 falleció)
- Marino Ascanio Caracciolo † (29 de noviembre de 1529-9 de marzo de 1530 renunció) (por segunda vez)
- Luigi Caracciolo † (9 de marzo de 1530-1 de septiembre de 1536 falleció)
- Marino Ascanio Caracciolo † (1536-8 de enero de 1537 renunció) (por tercera vez)
- Nicola Maria Caracciolo † (8 de enero de 1537-15 de mayo de 1567 falleció)
- Antonio Faraone † (9 de febrero de 1569-29 de julio de 1573 falleció)
- Giovanni Orosco de Arzés † (11 de agosto de 1574-28 de marzo de 1576 falleció)
- Vincenzo Cutelli † (11 de septiembre de 1577-1589 renunció)
- Juan Corrionero † (2 de marzo de 1589-9 de julio de 1592 falleció)
  - Sede vacante (1592-1595)
  - Prospero Rebiba[37] (1592-1593) (obispo electo)[nota 32]
- Giandomenico Rebiba † (11 de diciembre de 1595-16 de febrero de 1604 falleció)
- Giovanni Ruiz de Villoslada † (5 de diciembre de 1605-1607 falleció)
- Bonaventura Secusio, O.F.M. † (10 de junio de 1609-marzo de 1618 falleció)
- Juan Torres de Osorio † (19 de octubre de 1619-29 de mayo de 1624 nombrado obispo de Oviedo)
- Innocenzo Massimo † (1 de julio de 1624-1633 falleció)
- Ottavio Branciforte † (2 de marzo de 1638-14 de junio de 1646 falleció)[nota 33]
- Marco Antonio Gussio † (22 de agosto de 1650-julio de 1660 falleció)

- Camillo Astalli Pamphilj † (4 de julio de 1661-21 de diciembre de 1663 falleció)
- Michelangelo Bonadies † (22 de abril de 1665-27 de agosto de 1686 falleció)
- Francesco Antonio Carafa † (24 de noviembre de 1687-26 de agosto de 1692 falleció)
- Andrea Riggio † (9 de marzo de 1693-15 de diciembre de 1717 falleció)[nota 34]
  - Sede vacante (1717-1721)
- Álvaro Cienfuegos, S.I. † (20 de enero de 1721-21 de febrero de 1725 nombrado arzobispo de Monreale)
- Alessandro Burgos, O.F.M.Conv. † (20 de febrero de 1726-20 de julio de 1726 falleció)
- Raimondo Rubí, O.Cart. † (26 de noviembre de 1727-20 de enero de 1729 falleció)
- Pietro Galletti † (28 de noviembre de 1729-6 de abril de 1757 falleció)
- Salvatore Ventimiglia, C.O. † (19 de diciembre de 1757-11 de diciembre de 1771 renunció[nota 35])
- Corrado Maria Deodato Moncada † (10 de mayo de 1773-23 de octubre de 1813 falleció)
  - Sede vacante (1813-1816)
- Gabriele Maria Gravina † (23 de septiembre de 1816-enero de 1818 renunció[nota 36])
- Salvatore Ferro Berardi † (16 de marzo de 1818-15 de diciembre de 1819 falleció)
  - Sede vacante (1819-1823)
- Domenico Orlando, O.F.M.Conv. † (24 de noviembre de 1823-21 de abril de 1839 falleció)
- Felice Regano † (11 de julio de 1839-30 de marzo de 1861 falleció)
  - Sede vacante (1861-1867)
- Beato Giuseppe Benedetto Dusmet, O.S.B. † (22 de febrero de 1867-4 de abril de 1894 falleció)
- Giuseppe Francica Nava di Bondifè † (18 de marzo de 1895-7 de diciembre de 1928 falleció)
- Emilio Ferrais † (7 de diciembre de 1928 por sucesión-23 de enero de 1930 falleció)
- Carmelo Patanè † (7 de julio de 1930-3 de abril de 1952 falleció)
- Guido Luigi Bentivoglio, O.C.S.O. † (3 de abril de 1952 por sucesión-16 de julio de 1974 retirado)
- Domenico Picchinenna † (16 de julio de 1974 por sucesión-1 de junio de 1988 retirado)
- Luigi Bommarito † (1 de junio de 1988-7 de junio de 2002 retirado)
- Salvatore Gristina (7 de junio de 2002-8 de enero de 2022 retirado)
- Luigi Renna, desde el 8 de enero de 2022